# José Luis Molinuevo
José Luis Molinuevo Martín (Bilbao, 22 gennaio 1917 – Gijón, 24 dicembre 2002) è stato un calciatore e allenatore di calcio spagnolo, di ruolo portiere.

## Carriera
Calciatore spagnolo con passaporto francese, milita per diversi anni nelle categorie francesi, giocando per USA Perpignanais, ÉF Montpellier-Languedoc e RC Paris.
Nella stagione 1947-1948 viene acquistato dall'Athletic Bilbao: con i rojiblancos milita per tre stagioni nelle quali è spesso relegato al ruolo di "vice" di Raimundo Lezama.

## Palmarès

### Giocatore

#### Club

##### Competizioni nazionali
- Coppa di Spagna: 1

Athletic Club: 1950
- Coppa di Francia: 1

RC Paris: 1944-1945